# Кус-кус і барабулька
«Кус-кус і барабулька» (фр. La Graine et le mulet) — французька драма 2007 року режисера Абделатіфа Кешиша. Фільм отримав Гра-прі журі та приз ФІПРЕССІ на 64-му Венеційському фестивалі, а виконавиця головної жіночої ролі Афсія Ерзі — премію імені Мастрояні. Стрічка також отримала три премії «Сезар» — за найкращий фільм, найкращий оригінальний сценарій і найкращу режисуру .

## Сюжет
У центрі сюжету фільму — життя арабської родини еміґрантів у Франції. Шістдесятирічний Сліман Бейджі пропрацював 35 років на верфі у маленькому приморському містечку. Він давно залишив дружину Суан і переселився до Латіфи, власниці обшарпаного готелю, однак підтримує прекрасні відносини зі своїми дорослими дітьми та їхніми сім'ями. Коли настають недільні вечори, усі збираються, аби скуштувати традиційну арабську страву кус-кус разом із тушкованою барабулькою, які готує колишня дружина.
Коли Салімана несправедливо звільняють з роботи, за допомогою прийомної доньки Рім він домагається дозволу відремонтувати на виплати по безробіттю баржу, віддану в металобрухт, і перетворити її в ресторан. Саліман планує, що там працюватимуть члени його родини: колишня дружина готуватиме свою фірмову страву — кус-кус, доньки будуть офіціантками, а сини допомагатимуть у ремонті судна.
Можновладці містечка, що складаються із самих французів, із підозрою поставились до проекту Слімана. І для того, щоб переконати усіх бюрократів у рентабельності свого закладу, чоловік запрошує їх на кус-кус вечірку до свого ресторану. Однак у перший вечір роботи ресторану, коли вже час подавати головну страву, з'ясовується, що бадьї з кус-кусом ніде немає.

## В ролях
| Актор(ка)          |   | Роль         |
| ------------------ | - | ------------ |
| Хабіб Буфар        | • | Слиман Бейжи |
| Афсія Ерзі         | • | Рум          |
| Фаріда Бенкеташ    | • | Каріма       |
| Абдельхамід Актуш  | • | Хамід        |
| Бурауя Марзук      | • | Суад         |
| Аліс Урі           | • | Джулія       |
| Лейла Д'Іссерніо   | • | Лілія        |
| Абелькадер Желуллі | • | Кадер        |
| Олів'є Лусто       | • | Хосе         |
| Сабріна Уазані     | • | Ольфа        |

## Нагороди та номінації
| Рік                               | Категорія                       | Номінант                                         | Результат |
| --------------------------------- | ------------------------------- | ------------------------------------------------ | --------- |
| Венеційський кінофестиваль        |                                 |                                                  |           |
| 2007                              | Золотий лев                     | Кус-кус і барабулька                             | Номінація |
| 2007                              | Гран-прі журі                   | Абделатіф Кешиш                                  | Перемога  |
| 2007                              | Приз ФІПРЕССІ                   | Абделатіф Кешиш                                  | Перемога  |
| 2007                              | Приз SIGNIS                     | Абделатіф Кешиш                                  | Перемога  |
| 2007                              | Премія Марчелло Мастроянні      | Афсія Ерзі                                       | Перемога  |
| 2007                              | Приз «Молоде кіно»              | Абделатіф Кешиш                                  | Перемога  |
| Приз Луї Деллюка                  |                                 |                                                  |           |
| 2007                              | Найкращий фільм                 | Абделатіф Кешиш                                  | Перемога  |
| Європейський кіноприз             |                                 |                                                  |           |
| 2008                              | Приз ФІПРЕССІ                   | Абделатіф Кешиш                                  | Перемога  |
| Золота зірка кіно                 |                                 |                                                  |           |
| 2008                              | Найкращий фільм                 | Кус-кус і барабулька                             | Перемога  |
| 2008                              | Найкращий режисер               | Абделатіф Кешиш                                  | Перемога  |
| 2008                              | Найкращий дебют у жіночій ролі  | Афсія Ерзі                                       | Перемога  |
| 2008                              | Найкращий сценарист             | Абделатіф Кешиш                                  | Перемога  |
| Премія «Сезар»                    |                                 |                                                  |           |
| 2008                              | Найкращий фільм                 | Абделатіф Кешиш (режисер), Клод Беррі (продюсер) | Перемога  |
| 2008                              | Найкращий режисер               | Абделатіф Кешиш                                  | Перемога  |
| 2008                              | Найкращий оригінальний сценарій | Абделатіф Кешиш                                  | Перемога  |
| 2008                              | Найперспективніша акторка       | Афсія Ерзі                                       | Перемога  |
| 2008                              | Найкращий монтаж                | Галія Лакруа, Каміль Тубкіс                      | Номінація |
| Премія «Люм'єр»                   |                                 |                                                  |           |
| 2008                              | Найкращий фільм                 | Кус-кус і барабулька                             | Номінація |
| 2008                              | Найкращий режисер               | Абделатіф Кешиш                                  | Перемога  |
| 2008                              | Найперспективніша акторка       | Афсія Ерзі                                       | Перемога  |
| Давид ді Донателло                |                                 |                                                  |           |
| 2008                              | Найкращий європейський фільм    | Кус-кус і барабулька                             | Номінація |
| Синдикат французьких кінокритиків |                                 |                                                  |           |
| 2008                              | Найкращий фільм                 | Кус-кус і барабулька                             | Перемога  |